# DC Animated Universe
Het DC animated universe (alias DCAU, te vertalen als 'DC geanimeerde universum') is een term die wordt gebruikt voor een aantal animatieseries en -films gebaseerd op de strips van DC Comics, die zich afspelen in hetzelfde fictieve universum. Dit is af te leiden uit het feit dat de series spin-offs van elkaar zijn, of omdat er crossovers tussen de series hebben plaatsgevonden.

## Betrokken media
Hoewel er al geruime tijd animatieseries over de DC Comics personages bestaan, worden tot het DC Animated Universe doorgaans de series van Batman: The Animated Series t/m Justice League Unlimited gerekend. Oudere series als Super Friends en nieuwere series zoals The Batman en Legion of Super Heroes zijn geen onderdeel van het DCAU.

### Tv-series
- Batman: The Animated Series (1992-1995)
- Superman: The Animated Series (1996-2000)
- The New Batman Adventures (1997-1999)
- Batman of the Future (1999-2001)
- Static Shock (2000-2004)
- The Zeta Project (2001-2002)
- Justice League (2001-2004)
- Justice League Unlimited (2004-2006)

### Films
- Batman: Mask of the Phantasm (1993)
- Batman & Mr. Freeze: SubZero (1998)
- Batman Beyond: Return of the Joker (2000)
- Batman: Mystery of the Batwoman (2003)

### Internet
Gotham Girls, een Macromedia Flash animatieserie die online te bekijken is.

### Strips
Van veel series in het DCAU zijn stripversies verschenen.
- The Batman Adventures (#1-36)
- The Batman Adventures Annual (#1-2)
- The Batman Adventures: Mad Love
- The Batman Adventures Holiday Special
- Batman and Robin Adventures (#1-25)
- Batman and Robin Adventures Annual (#1-2)
- Superman Adventures (#1-66)
- The Batman Adventures: The Lost Years (#1-5)
- Batman: Gotham Adventures (#1-60)
- Adventures in the DC Universe (#1-19)
- Batman Beyond (vol. 1) (#1-6)
- Batman Beyond (vol. 2) (#1-24)
- Gotham Girls (#1-5)
- Justice League Adventures (#1-34)
- Batman Adventures (#1-17)
- Batman: Harley and Ivy (#1-3)
- Justice League Unlimited (#1-heden)

### Videospellen
- Batman: The Animated Series
- The Adventures of Batman & Robin
- Superman 64
- Batman Beyond: Return of the Joker
- Batman: Chaos in Gotham
- Batman: Gotham City Racer
- Batman Vengeance
- Superman: Shadow of Apokolips
- Justice League: Injustice for All
- Superman: Countdown to Apokolips
- Batman: Rise of Sin Tzu
- Justice League: Chronicles
- Justice League: Heroes

### Teen Titans?
Er zijn geruchten dat de serie Teen Titans ook deel uitmaakt van het DCAU. Dit is echter lastig na te gaan daar deze serie nooit een cross-over heeft gehad met een van de andere series.
De enige (mogelijke) connectie werd gegeven in een aflevering van de serie Static Shock (in een cross-over met The New Batman Adventures). Hierin zei Batman dat Robin bij de “titans” zat. Maar omdat in Teen Titans geen van de helden ooit zijn geheime identiteit toont, is niet na te gaan of de Robin in Teen Titans en de Robin in The New Batman Adventures een en dezelfde zijn.

## Chronologische volgorde
De tijdlijn van het DCAU kan worden onderverdeeld in vier periodes.

### Batman-periode
Er zijn aanwijzingen dat Batmans eerste avonturen plaatsvonden voor de rest van de gebeurtenissen uit het DCAU. In deze periode waren vooral Batman, de originele Robin en Batgirl de actieve helden. Tot deze periode behoren:
- Batman: The Animated Series
- Batman: Mask of the Phantasm
- Batman & Mr. Freeze: SubZero

### Nieuwe superhelden periode
Deze periode begint bij aanvang van Superman: The Animated Series, wanneer Clark Kent besluit om zijn krachten te gaan gebruiken om de mensheid te helpen.
In deze zelfde periode stopt de originele Robin (Dick Grayson) met zijn werk als Batmans helper om zelf een held genaamd Nightwing te worden. Batman vervangt Robin daarom door Tim Drake.
Tegen het eind van de periode vindt in de stad Dakota een ongeluk plaats waardoor veel mensen superkrachten krijgen. Dit betekent het begin van de serie Static Shock.
Tot deze periode behoren:
- Superman: The Animated Series
- Static Shock (seizoen 1, 2 en een groot deel van 3).
- The New Batman Adventures
- Batman: Mystery of the Batwoman

### De Justice League periode
In deze periode beginnen veel helden samen te werken als de Justice League.
Tot deze periode behoren:
- Static Shock (rest van seizoen 3, seizoen 4).
- Justice League
- Justice League Unlimited

### De toekomst
Deze periode speelt zich ongeveer 40 jaar na het einde van “Justice League Unlimited” af. Tot de periode behoren:
- Batman of the Future
- Batman Beyond: Return of the Joker
- The Zeta Project